# Geles

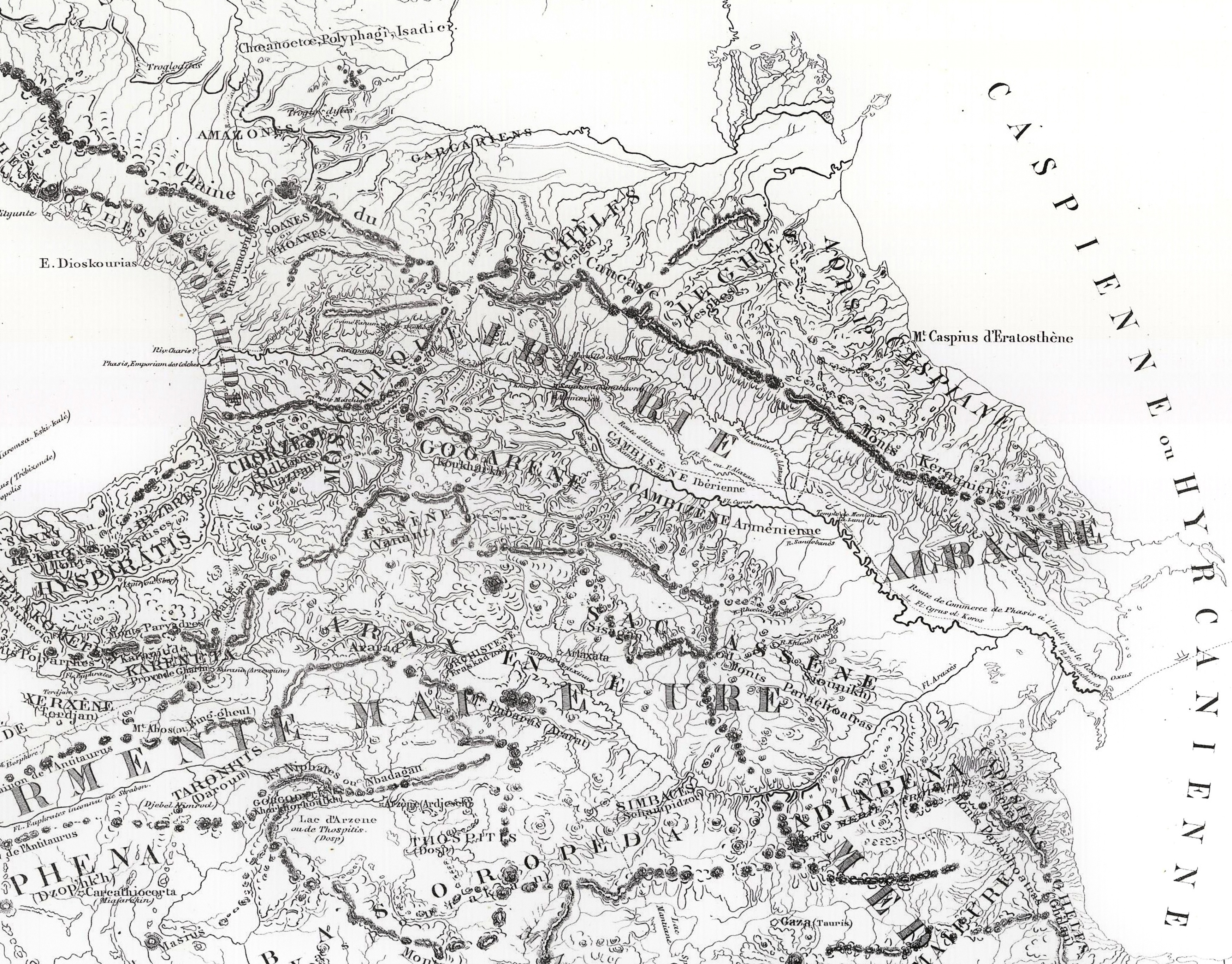
Mapa del Caucas segons Estrabó.

Els geles (en llatí gelae, en grec Γῆλαι o Γέλαι) eren un poble que vivia la vora de la mar Càspia, al districte avui anomenat Gilan un territori que segurament va prendre el nom d'aquest poble.
Probablement eren una branca del poble dels cadusis que ocupava aquells territoris. Estrabó divideix la riba de la mar Càspia (d'oest a est) entre els geles, cadusis, amardis, witis i anariaces. Si l'ordre en què els anomena Estrabó, és correcte, els geles eren els més propers a Armènia i vivien a l'est de l'Araxes o Kur.
Es deia que la seva terra era poc fructífera, i no es coneix pràcticament res de la seva història separats de la tribu dels cadusis. Plini el Vell considera que el nom de cadusis era grec, i el de geles, oriental, i designaven el mateix poble.